# 水行俠 失落王國
《水行俠 失落王國》（英語：Aquaman and the Lost Kingdom）是一部2023年美國超級英雄電影，改編自DC漫畫旗下的同名超級英雄角色水行俠，本片由華納兄弟影片負責發行，是2018年電影《水行俠》的續集，亦是DC擴展宇宙的第十五部及最后一部電影作品，其后DC扩展宇宙将由DC宇宙所接替。本片由大衛·萊斯利·強森-麥古德瑞克撰寫劇本，溫子仁執導，傑森·摩莫亞、派翠克·威爾森、安柏·赫德、杜夫·朗格、葉海亞·阿巴杜-馬汀二世、特穆拉·莫里森、藍道爾·朴和文生·雷根主演。
在2018年電影《水行俠》製作期間，傑森·摩莫亞提出續集故事的設想，但是導演溫子仁當時並不急於製作續集。2019年1月，溫子仁表示主導續集的開發工作。2月，大衛·萊斯利·強森-麥古德瑞克確定為續集撰寫劇本。2020年8月，溫子仁確定回歸執導。2021年6月，溫子仁透露續集的正式片名。影片於2021年6月下旬在倫敦開機拍攝。
《水行俠 失落王國》於2023年12月22日在美國院線上映。這部電影收穫主流評論家的批評，編劇套路、節奏拿捏遭受詬病，但是傑森·摩莫亞的演出表現獲得好評。

## 劇情
亞瑟·庫瑞與梅拉結婚，並有了小亞瑟一子。他的生活分為陸地和海洋兩部分，前者居住在父親湯姆的燈塔中，並打擊犯罪，後者則以亞特蘭提斯之王統治。但是亞瑟發現外交和官僚皇家職責很無聊，並且總是與亞特蘭提斯議會發生衝突，亞特蘭提斯議會特別反對亞瑟讓亞特蘭提斯接觸地表世界的意圖。與此同時，黑蝠鱝繼續尋求對水行俠復仇，並跟隨海洋科學家史蒂芬辛的研究尋找亞特蘭提斯文物。在北極冰層下的亞特蘭蒂斯廢墟中，黑蝠鱝發現了一把黑色三叉戟，這使他被它的主人附身，並被暗黑的三叉戟所蛊惑，他告訴黑蝠鱝如果幫助他的亞特蘭蒂斯部落恢復，黑蝠鱝將獲得他想要摧毀水行俠及其家人的力量和他的王國。
五個月後，全球暖化進一步惡化，地表氣候出現極端天氣，海洋酸化導致海洋生物患病。亞特蘭提斯遭到黑蝠鱝的攻擊，黑蝠鱝利用王國的山銅儲備來為辛修復的古老亞特蘭提斯機器提供動力，並打傷梅拉，並證明自己有能力與亞瑟王平起平坐。亞瑟與他的母親亞特蘭娜和梅拉的父親涅柔斯重新會面。他們發現黑蝠鱝是氣溫上升的幕後黑手，因為他在尋找所有隱藏的山銅資源，這種材料會排放大量溫室氣體，當古代亞特蘭提斯人使用時，幾乎導致了王國滅絕。亞瑟決定找出黑蝠鱝藏身之處的方法是追捕黑蝠鱝的一位盟友，亞瑟決定尋找同母異父的兄弟奧姆·馬呂斯幫忙，但他因殺死國王而被漁人王國俘虜。亞瑟將奧姆從監獄中救了出來，在與犯罪頭目金菲什會面後發現黑蝠鱝的基地是南太平洋的一座火山島。
抵達島嶼後，亞瑟和奧姆發現了巨大的動植物群，這些動植物群已被黑蝠鱝基地所在的山銅熔爐變異。 在亞特蘭蒂斯攻擊並摧毀島嶼之前，奧姆拿到了黑色三叉戟，並在幻像中發現了它的主人是科爾達克斯，他是亞特蘭蒂斯創始人阿特蘭國王的兄弟，也是失落的尼克魯斯王國的統治者，在失敗後最終被封印在冰冷的監獄裡。在亞特蘭提斯的戰爭，鑑於封印是亞特蘭用血魔法創造的，他任何後代的血都可以釋放科爾達克斯，導致黑蝠鱝攻擊湯姆的燈塔並綁架小亞瑟，然後前往尼克魯斯的藏身之處，亞特蘭提斯人在辛的幫助下發現了這個地方，就在南極洲的冰層下方。
在尼克魯斯中，亞瑟攻擊大衛以阻止他傷害小亞瑟，而在奧姆到達並解除他的黑色三叉戟之前，黑蝠鱝幾乎擊敗了亞瑟。當奧姆拿到三叉戟時，科爾達克斯的靈魂離開了黑蝠鱝，並前往了奧姆，然後奧姆繼續與亞瑟戰鬥，並用他的血融化了囚禁科爾達克斯身體的冰塊。當奧姆被釋放後，亞瑟向科爾達克斯扔出了黑色三叉戟，科爾達克斯在半空中接住了它，然後他也扔出了自己的三叉戟，摧毀了黑色三叉戟並刺穿了科爾達克斯。隨著科爾達克斯的魔法消失，尼克魯斯開始崩潰，而當黑蝠鱝掛在裂縫中時，他拒絕了亞瑟的幫助，並從懸崖上跳下。亞特蘭提斯人逃到了安全地帶，亞瑟和梅拉決定放奧姆走，並告訴亞特蘭提斯的其他人他已經死了，亞瑟和梅拉告訴奧姆條件是他必須隱藏起來。亞瑟認為為了應對氣候變化，陸地和海洋的統一是必要的，於是他透過向聯合國發佈公告，向人類世界揭示了亞特蘭提斯，意圖讓這個水下王國成為國家。

## 演員
| 演員                   | 角色                  | 備註 |
| ---------------------- | --------------------- | --- |
| 傑森·摩莫亞            | 亞瑟·庫瑞／水行俠     | 亞特蘭提斯的國王，正義聯盟的成員，擁有半人類血統，能夠駕馭潮汐和與各種水中生物交流，亦能在深海中潛水及高速游泳。 |
| 派翠克·威爾森          | 歐姆·馬略斯／海洋領主 | 亞瑟的同母異父弟弟，亞特蘭提斯的前任國王。                                                                       |
| 安柏·赫德              | 梅拉                  | 澤貝爾公主，從小受亞特蘭娜女王照顧，擁有心靈感應和操縱水的能力。                                                 |
| 杜夫·朗格              | 涅羅斯                | 澤貝爾國王，梅拉的父親。                                                                                         |
| 葉海亞·阿巴杜-馬汀二世 | 大衛·凱恩／黑蝠鱝     | 一名無情的深海盜賊和僱傭兵，擁有製造致命先進科技裝備的天賦。                                                     |
| 特穆拉·莫里森          | 湯瑪士·庫瑞           | 亞瑟的父親，緬因州海邊的燈塔看守者。                                                                             |
| 藍道爾·朴              | 史蒂芬·沈博士         | 海洋生物學家，致力於尋找亞特蘭提斯王國。                                                                         |
| 文生·雷根              | 亞特蘭國王            | 亞特蘭提斯的首任國王。                                                                                           |
| 妮可·基嫚              | 亞特蘭娜女王          | 亞特蘭提斯的前任女王，亞瑟和歐姆的母親。                                                                         |

此外，趙嘉妮（Jani Zhao）出演刺魟（Stingray），英迪亞·摩爾出演鯊魚精，皮魯·艾斯貝克出演寇達克斯（Kordax）。

## 製作

### 開發
2018年電影《水行俠》製作期間，主演傑森·摩莫亞已有關於續集的設想，並向華納兄弟主席陶比·艾默瑞奇和製片人彼得·沙佛朗遞交故事提案。2018年10月，在電影《水行俠》上映之前，摩莫亞透露他將更深入地參與續集製作，續集計劃於2019年開機拍攝。同月，導演溫子仁表示電影《水行俠》已為後續的故事預留了足夠空間，影片中引入的亞特蘭提斯七大海底王國尚未完全探索。2018年12月初，鑒於電影《水行俠》取得的優異票房和正面好評，華納兄弟宣布影片的續集正在開發中。2019年1月底，《水行俠》成为票房最高的DC漫畫單一角色改編電影。華納正式確認開發影片續集，並有意繼續聘請溫子仁擔任導演。《好萊塢新聞前線》的傑夫·布歇（Geoff Boucher）指出，溫子仁此前成功製作《陰兒房》系列電影和《厲陰宅》系列電影的多部續集，當前正「積極參與」構建《水行俠》的海底世界，並將該系列電影類比於中土大陸、星際大戰和魔法世界。
2019年2月，華納兄弟聘請新人編劇諾亞·加德納（Noah Gardner）和艾丹·費茲傑羅（Aidan Fitzgerald）為《水行俠》的衍生電影《海溝族》（The Trench）創作劇本。該影片是以海溝族為主角的恐怖片，預算低於其他基於DC漫畫製作的電影，溫子仁和彼得·沙佛朗繼續擔任製片人。同月，《水行俠》的聯合編劇大衛·萊斯利·強森-麥古德瑞克確認繼續為續集撰寫劇本，華納兄弟宣布續集計劃於2022年12月16日上映。3月，彼得·沙佛朗透露華納計劃以類似於厲陰宅宇宙的方式開發《水行俠》系列電影，續集將展現亞特蘭提斯七大王國中的其他王國。
2019年7月，溫子仁確定在製作《水行俠》續集之前拍攝2021年電影《疾厄》。2019年11月，派翠克·威爾森透露他確定回歸參演《水行俠》續集，繼續飾演「海洋領主」歐姆·馬略斯。2019年12月，葉海亞·阿巴杜-馬汀二世確定回歸出演「黑蝠鱝」大衛·凱恩。2020年3月，編劇強森-麥古德瑞克透露續集故事不會改編自特定的漫畫書情節，而是借鑒自美國漫畫白銀時代的水行俠相關故事線，主要反派設定為黑蝠鱝。2020年8月，溫子仁在第一屆DC粉絲圓頂上確定回歸執導《水行俠》續集，他透露續集的主題更為嚴肅，與現實世界的聯繫更加緊密，同時包含類似於《水行俠》中海溝族的恐怖情節。溫子仁表示，能夠繼續構建《水行俠》的海底世界是他決定回歸執導續集的關鍵因素之一，並認可強森-麥古德瑞克執筆的劇本。
2020年11月，安柏·赫德打破換角傳言，確定在《水行俠》續集中回歸出演梅拉，她此前控告前夫強尼·戴普對其施用家庭暴力。同月，戴普起訴英國《太陽報》毀謗案件宣判，《太陽報》的報導被裁定為「基本屬實」，戴普敗訴，華納隨後宣布戴普不再出演2022年電影《怪獸與鄧不利多的秘密》。此後，一份要求華納解僱安柏·赫德的請願書在網路上獲得超過150萬簽名。彼得·沙佛朗稱華納沒有考慮過替換安柏·赫德，並補充表示不會對請願書和社群媒體中的「粉絲霸凌」做出回應。而後DC影業總裁濱田沃特表示他們確實考慮過為梅拉重新進行選角，但主要是考量到赫德和傑森·摩莫亞之間欠缺化學反應而不是相關指控帶來的影響。
2022年6月，美國法庭舉行的家暴官司判決確定安柏·赫德敗訴，此後據傳聞指出華納將會刪減她在《水行俠 失落王國》中的戲份，亦考慮換角重拍相關片段。

### 前期製作
2021年2月，杜夫·朗格確定回歸出演涅羅斯，電影有望於2021年後期在倫敦開機拍攝。3月，儘管仍有可能受到2019冠狀病毒病疫情的影響，電影計劃定於2021年6月開拍。4月，華納宣佈不再繼續開發《水行俠》的衍生電影《海溝族》。同月，皮魯·艾斯貝克與華納進入商談階段。5月，傑森·摩莫亞透露影片計劃於2021年7月開拍。6月，導演溫子仁透露影片的正式片名為。同月，特穆拉·莫里森確定回歸出演亞瑟的父親湯瑪士·庫瑞。

### 拍攝
主體拍攝於2021年6月28日在倫敦開機，拍攝時的工作標題為的「涅克魯斯」（Necrus）。唐·伯吉斯回歸擔當攝影指導。8月，溫子仁表示影片借鑒了1965年意大利電影《惡魔星球》。2021年9月初，製作組在英格蘭德文郡的桑頓沙灘拍攝。當月，皮魯·艾斯貝克確定參演影片。藍道爾·朴回歸出演史蒂芬·沈博士。文生·雷根出演亞特蘭提斯的首任國王亞特蘭，該角色在《水行俠》中由葛拉罕·麥克塔維什飾演。趙嘉妮（Jani Zhao）出演影片中的原創角色刺魟（Stingray），《水行俠》續集是她參演的首部英語電影。英迪亞·摩爾出演鯊魚精。拍攝作業於 2022 年1月12日在馬里布殺青。

### 後期製作
2022年3月，由於COVID-19疫情對於視覺效果後製排程有所推遲，華納兄弟將其與《閃電俠》的上映時間推遲至2023年，讓特效團隊有時間完善電影的視覺效果。2022年7月，摩莫亞於Instagram上宣布，班·艾佛列克回歸DCEU，在片中飾演布魯斯·韋恩／蝙蝠俠。但為了配合DC電影未來計畫，鏡頭已被刪減。

## 音樂
2021年8月，魯伯特·葛雷森-威廉姆斯確定回歸為影片作曲。

## 市場行銷
2020年8月，溫子仁和派翠克·威爾森在DC粉絲圓頂宣傳影片的製作計劃。2021年10月，華納在DC粉絲圓頂釋出影片的概念設計圖和幕後拍攝花絮。

## 發行
《水行俠 失落王國》由華納兄弟發行，原計劃2022年12月16日在美國首映。2022年3月9日，華納推遲影片的美國上映日期至2023年3月17日。8月，上映日期再推遲至2023年12月25日。2023年4月，上映日期提前五天。10月，上映日期推遲兩天。

### 家用媒體
《水行俠 失落王國》於2024年2月27日上架串流平台HBO Max，其他尚未有此服務的地區則上架於HBO GO。

## 迴響

### 评价
本片獲得了多數負面的評價。爛番茄根據212篇評論，本片獲得33%的新鮮度，平均評分4.9/ 10，觀眾投票給出64%的分數，平均得分為3.5／5。。在Metacritic上根據43條評論，本片獲得42分。

### 票房
| 上一届： 《旺卡》            | 2023年美國週末票房冠軍 第51週     | 下一届： 《旺卡》            |
| 上一届： 《旺卡》            | 2023年台北週末票房冠軍 第51-52週  | 下一届： 《水行俠 失落王國》 |
| 上一届： 《水行俠 失落王國》 | 2024年台北週末票房冠軍 第1週      | 下一届： 《蜂刑者》          |
| 上一届： 《三大队》          | 2023年中國內地一周票房冠軍 第51週 | 下一届： 《一闪一闪亮星星》  |
| 上一届： 《旺卡》            | 2023年香港一週票房冠軍 第51週     | 下一届： 《金手指》          |
| 上一届： 《旺卡》            | 2023年香港週末票房冠軍 第52週     | 下一届： 《金手指》          |

## 資料來源
1. ↑  D'Alessandro, Anthony. . Deadline Hollywood. 2023-12-23  [2023-12-22]. （原始内容存档于2023-12-23）.
2. ↑  Rubin, Rebecca. . Variety. 2023-12-24  [2023-12-24]. （原始内容存档于2023-12-24）.
3. ↑  . Box Office Mojo. IMDb.   [2023-12-23].
4. ↑  Aquaman and the Lost Kingdom at The Numbers. Nash Information Services, LLC. Retrieved 2023-12-23.
5. (Youtube). 華納兄弟台灣. 2023-09-15  [2023-09-15]. （原始内容存档于2024-01-27）.
6. 1 2 3  Boucher, Geoff. . Deadline Hollywood. 2019-01-25  [2019-01-31]. （原始内容存档于2019-02-03） （美国英语）.
7. ↑  Marshall, Andrew. . Screen Rant. 2019-11-14  [2019-12-28]. （原始内容存档于2019-12-18） （美国英语）.
8. 1 2  Hibberd, James. . Entertainment Weekly. 2020-11-12  [2021-06-12]. （原始内容存档于2020-11-13） （美国英语）.
9. 1 2 3  Hussain, Humza. . Screen Rant. 2021-02-01  [2021-06-12]. （原始内容存档于2021-02-01） （美国英语）.
10. ↑  Evans, Nick. . Cinemablend. 2019-12-09  [2019-12-28]. （原始内容存档于2019-12-28） （美国英语）.
11. 1 2  Crumlish, Callum. . Daily Express. 2021-06-13  [2021-07-05]. （原始内容存档于2021-07-03） （美国英语）.
12. 1 2 3 4 5 6 7  Kit, Borys. . The Hollywood Reporter. 2021-09-24  [2021-09-24]. （原始内容存档于2021-09-25） （美国英语）.
13. ↑  . Warner Bros. Pictures.   [2021-12-29]. （原始内容存档于2021-12-22）.
14. 1 2  Kit, Borys. . The Hollywood Reporter. 2021-09-24  [2021-09-24]. （原始内容存档于2021-09-25） （美国英语）.
15. ↑  Syme, Rachel. . Esquire. 2019-10-16  [2019-10-19]. （原始内容存档于2019-10-17） （美国英语）.
16. ↑  Oller, Jacob. . Syfy Wire. 2018-10-19  [2018-12-08]. （原始内容存档于2018-10-19） （美国英语）.
17. ↑  . The Hollywood Reporter.   [2018-12-08]. （原始内容存档于2018-12-06） （美国英语）.
18. ↑  Kit, Borys. . The Hollywood Reporter. 2019-02-08  [2019-06-01]. （原始内容存档于2019-02-09） （美国英语）.
19. ↑  D'Alessandro, Anthony. . Deadline Hollywood. 2019-02-11  [2019-02-28]. （原始内容存档于2019-02-28） （美国英语）.
20. 1 2  McNary, Dave. . Variety. 2019-02-27  [2019-02-27]. （原始内容存档于2019-03-30） （美国英语）.
21. ↑  Kizu, Kyle. . The Hollywood Reporter. 2019-03-05  [2019-03-06]. （原始内容存档于2019-03-06） （美国英语）.
22. ↑  D'Alessandro, Anthony. . Deadline Hollywood. 2019-07-31  [2019-09-23]. （原始内容存档于2019-08-01） （美国英语）.
23. ↑  Davids, Brian. . The Hollywood Reporter. 2019-11-13  [2019-11-14]. （原始内容存档于2019-11-13） （美国英语）.
24. ↑  Hibberd, James. . Entertainment Weekly. 2019-12-08  [2019-12-21]. （原始内容存档于2019-12-21） （美国英语）.
25. ↑  Ridlehoover, John. . Comic Book Resources. 2020-03-23  [2021-06-12]. （原始内容存档于2020-03-24） （美国英语）.
26. 1 2  Choe, Brandon. . Deadline Hollywood. 2020-08-23  [2021-06-12]. （原始内容存档于2020-08-23） （美国英语）.
27. ↑  Ridlehoover, John. . Comic Book Resources. 2020-08-16  [2021-06-12]. （原始内容存档于2020-08-16） （美国英语）.
28. ↑  Vejvoda, Jim. . IGN. 2021-07-20  [2021-07-30]. （原始内容存档于2021-07-20） （美国英语）.
29. ↑  Del Rosario, Alexandra. . Deadline Hollywood. 2020-11-29  [2021-06-12]. （原始内容存档于2020-11-29） （美国英语）.
30. ↑  D'Alessandro, Anthony; Patten, Dominic. . Deadline Hollywood. 2021-07-30  [2021-07-30]. （原始内容存档于2021-07-30） （美国英语）.
31. ↑  Joker. . 玩具人.   [2022-07-31]. （原始内容存档于2022-07-31） （中文（臺灣））.
32. ↑  聯合新聞網. . 噓！星聞. 2022-05-25  [2022-07-31]. （原始内容存档于2022-06-26） （中文（臺灣））.
33. ↑  Cho, Winston; Cho, Winston. . The Hollywood Reporter. 2022-05-24  [2022-07-31]. （原始内容存档于2022-05-24） （美国英语）.
34. 1 2  Fisher, Jacob. . discussingfilm.net. 2021-03-12  [2021-03-12]. （原始内容存档于2021-03-12） （美国英语）.
35. ↑  Couch, Aaron; Kit, Borys. . The Hollywood Reporter. 2021-04-01  [2021-06-12]. （原始内容存档于2021-05-07） （美国英语）.
36. ↑  Kroll, Justin. . Deadline Hollywood. 2021-04-15  [2021-04-15]. （原始内容存档于2021-04-15） （美国英语）.
37. ↑  Guttmann, Graeme. . Screen Rant. 2021-05-19  [2021-06-12]. （原始内容存档于2021-05-19） （美国英语）.
38. ↑  Couch, Aaron. . The Hollywood Reporter. 2021-06-10  [2021-06-12]. （原始内容存档于2021-06-11） （美国英语）.
39. ↑  Wan, James [@creepypuppet]. . 2021-06-28  [2021-06-28] –Instagram （美国英语）.
40. ↑   (PDF). The Gersh Agency.   [2021-08-31]. （原始内容存档 (PDF)于2021-09-18） （美国英语）.
41. ↑  Shepherd, Jack; Graham, Jamie. . GamesRadar+. 2021-08-18  [2021-08-19]. （原始内容存档于2021-08-19） （美国英语）.
42. ↑  Wyllie, Ami. . Devon Live. 2021-09-07  [2021-09-11]. （原始内容存档于2021-09-07） （美国英语）.
43. ↑  Dominguez, Noah. . CBR. 2022-01-13  [2022-07-31]. （原始内容存档于2022-01-13） （美国英语）.
44. ↑  . HYPEBEAST. 2022-03-10  [2022-07-31]. （原始内容存档于2022-07-31）.
45. ↑  Joker. . 玩具人.   [2022-07-31]. （原始内容存档于2022-07-31） （中文（臺灣））.
46. ↑  Villei, Matt. . Collider. 2022-07-28  [2022-07-31]. （原始内容存档于2022-07-28） （美国英语）.
47. ↑  Joker. . 玩具人.   [2022-07-31] （中文（臺灣））.
48. ↑  September 13, Clark Collis; EDT, 2023 at 12:00 PM. . EW.com.   [2023-09-13]. （原始内容存档于2023-09-14） （英语）.
49. ↑  . Film Music Reporter. 2021-08-11  [2021-08-13]. （原始内容存档于2021-08-11） （美国英语）.
50. ↑  Couch, Aaron. . The Hollywood Reporter. 2021-10-16  [2021-10-16]. （原始内容存档于2021-10-16） （美国英语）.
51. ↑  Pedersen, Erik. . Deadline Hollywood. 2022-03-09  [2022-03-09]. （原始内容存档于2022-03-11） （美国英语）.
52. ↑  D'Alessandro, Anthony. . Deadline Hollywood. 2022-08-24  [2022-08-25]. （原始内容存档于2022-08-24）.
53. ↑  D'Alessandro, Anthony. . Deadline Hollywood. 2023-04-05  [2023-04-05]. （原始内容存档于2023-04-05）.
54. ↑  . Rotten Tomatoes. Fandango Media.   [2023-12-22].
55. ↑  . Metacritic. Red Ventures.   [2023-12-22].

## 外部連結
- 互联网电影数据库（IMDb）上《水行俠 失落王國》的资料（英文）
- Box Office Mojo上《水行俠 失落王國》的資料（英文）
- 爛番茄上《水行俠 失落王國》的資料（英文）
- AllMovie上《水行俠 失落王國》的资料（英文）
- Metacritic上《水行俠 失落王國》的資料（英文）
- 開眼電影網上《水行俠 失落王國》的資料（繁體中文）
- 豆瓣电影上《水行俠 失落王國》的資料 （简体中文）